# Powszechne Niemieckie Stowarzyszenie Językowe

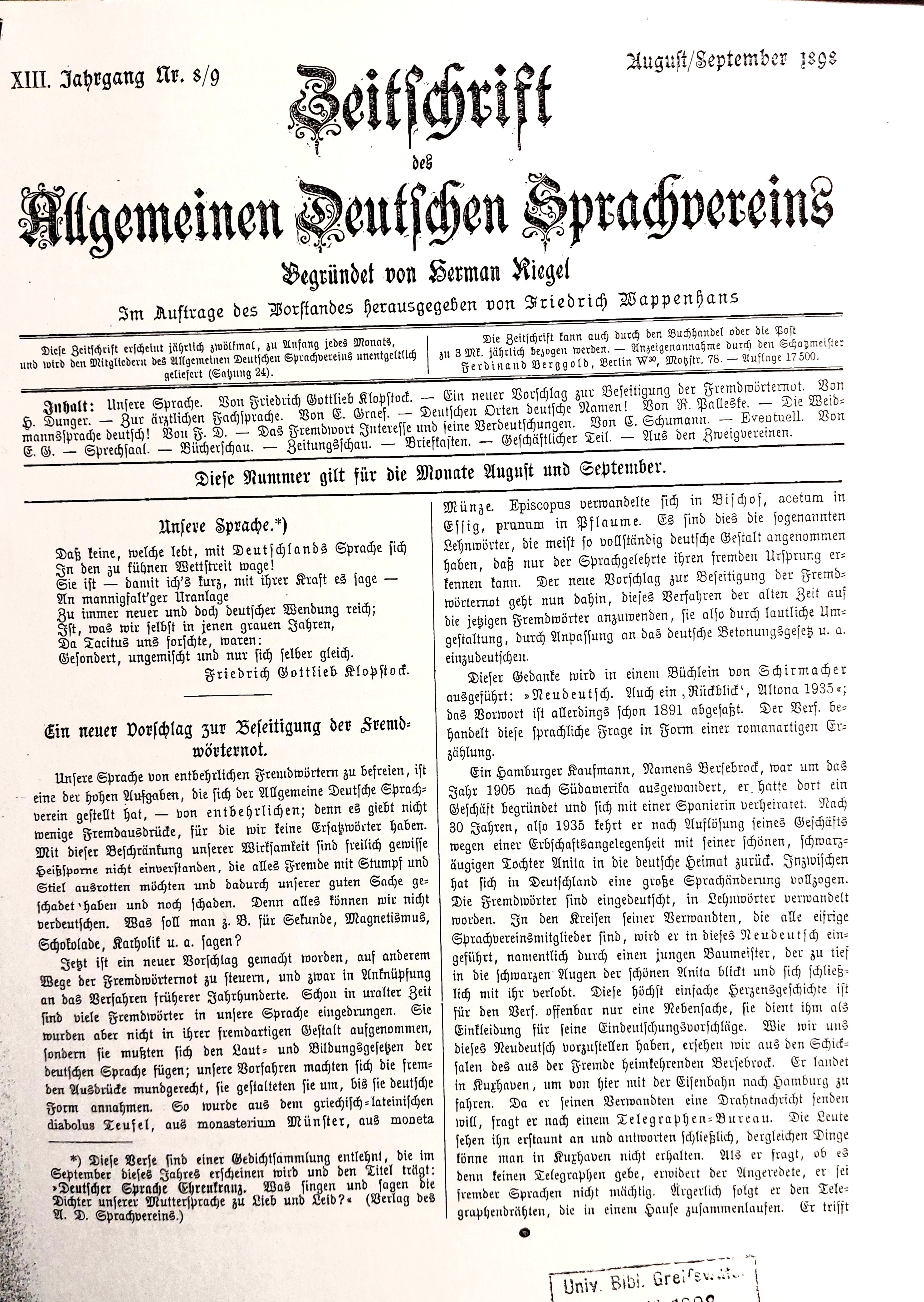
Czasopismo Powszechnego Niemieckiego Stowarzyszenia Językowego ZADSV (1898)

Powszechne Niemieckie Stowarzyszenie Językowe – stowarzyszenie językowe o charakterze purystycznym założone przez historyka sztuki z Brunszwiku (Braunschweig) Hermana Riegla i nauczyciela języków z Drezna Hermanna Dungera w roku 1885, istniało do lat 40. XX wieku. Funkcjonowało pod nazwą Allgemeiner Deutscher Sprachverein, a od roku 1923 jako Deutscher Sprachverein. Wywarło znaczny wpływ na kształtowanie języka niemieckiego, a szczególnie na używanie wyrazów pochodzenia obcego. W roku 1930 liczyło ok. 50 000 członków, wśród których językoznawcy stanowili jedynie niewielką część.

## Cele
W Niemczech już w XVII wieku powstawały stowarzyszenia językowe, które stawiały sobie za cel pielęgnowanie języka niemieckiego, w tym walkę z wyrazami pochodzenia obcego. Największym stowarzyszeniem językowym w historii Niemiec było Powszechne Niemieckie Stowarzyszenie Językowe (Allgemeiner Deutscher Sprachverein, ADSV). ADSV miało charakter purystyczny: deklarowało oczyszczanie języka niemieckiego ze zbędnych wyrazów obcych i tym samym wzmacnianie świadomości i tożsamości narodowej. W deklaracji programowej znalazło się hasło: „Żadnych wyrazów obcych tam, gdzie można dobrze wyrazić się w języku niemieckim” („Kein Fremdwort für das, was deutsch gut ausgedrückt werden kann”). Uważano, że zbyt częste używanie wyrazów obcych (w tym zapożyczeń z języka francuskiego i łaciny) prowadzi do zakłóceń w komunikacji, do błędów językowych, do niejasności w myśleniu.

## Struktura i formy działalności
Zarząd centralny ADSV znajdował się w Berlinie, poza tym tworzone były oddziały regionalne, nie tylko w Niemczech, ale i za granicą, w tym w USA. Stowarzyszenie prowadziło intensywną i szeroko zakrojoną działalność. Starano się – nieraz dosyć skutecznie – wpływać na używanie języka, w tym na unikanie wyrazów/wyrażeń obcych w instytucjach państwowych, organach administracyjnych, w urzędach, w szkole, w sporcie itp. Dużą rolę odegrało ADSV w kształtowaniu niemieckiego języka prawniczego. Stowarzyszenie (w roku 1923 zmieniło nazwę na Deutscher Sprachverein – DSV) dysponowało własnym czasopismem „Zeitschrift des Allgemeinen Deutschen Sprachvereins” – od roku 1925 funkcjonującym jako „Muttersprache”. W wydawnictwie ADSV ukazywały się słowniki zniemczające (Verdeutschungswörterbücher), w których starano się zastępować wyrazy obce wyrazami rodzimymi. Były to głównie słowniki specjalistyczne, w tym dotyczące słownictwa urzędowego, z dziedziny szkolnictwa, rzemiosła, handlu, sportu, medycyny, teatru, nazw potraw. Do ważnych działaczy i autorów Stowarzyszenia należał Otto Sarrazin, inżynier z wykształcenia, który kierował pracami ADSV w latach 1900–1921. Od niego pochodzą m.in. zniemczenia z dziedziny kolejnictwa jak: Fahrkarte (zamiast: Billet) czy Bahnsteig (zamiast: Perron). W punkcie szczytowym w roku 1930 Stowarzyszenie liczyło 50 000 członków i 500 oddziałów regionalnych. Byli to przedstawiciele różnych zawodów, przy czym językoznawcy stanowili mniejszość.
Z rezerwą do działalności ADSV odnosiła się Austria, a w Szwajcarii nie istniały żadne filie Stowarzyszenia – w roku 1904 powstało tam oddzielne stowarzyszenie „Deutschschweizerischer Sprachverein”.
O ile w początkowym okresie działania purystyczne Stowarzyszenia miały charakter umiarkowany, to z czasem stały się one bardziej radykalne. Motywy narodowe przybrały charakter nacjonalistyczny. Miało to miejsce podczas I wojny światowej, a później po roku 1933, kiedy to Stowarzyszenie przyłączyło się do nurtu ideologii nazistowskiej i głoszonych wówczas poglądów rasistowskich. W swojej gorliwości i naiwności DSV odważyło się jednak krytykować samych przywódców hitlerowskich za częste używanie zapożyczeń. Tymczasem używanie określonych wyrazów obcych służyło przywódcom i ideologom nazistowskim do maskowania prawdziwych treści (mówiono na przykład: Euthanasie zamiast Tötung). Kwestia wyrazów obcych stała się tym samym początkiem końca Stowarzyszenia. Osobistym dekretem Adolfa Hitlera z dnia 19 listopada 1940 roku wydano zakaz zwalczania wyrazów obcych przez DSV. Co prawda niektóre oddziały Stowarzyszenia kontynuowały jeszcze przez pewien czas swoją działalność, ale miała ona już bardzo ograniczony charakter.
W roku 1947 powstało nowe stowarzyszenie językowe – częściowo nawiązujące do DSV – „Towarzystwo Języka Niemieckiego” („Gesellschaft für deutsche Sprache”), w którym problem wyrazów obcych nie stanowi już centralnego zagadnienia.